# Marecottita
La marecottita és un mineral de la classe dels sulfats, que pertany al grup de la zippeïta. Rep el seu nom de la localitat de Les Marécottes, a Suïssa, on va ser descoberta.

## Característiques
La marecottita és un sulfat de fórmula química Mg₃(UO₂)₈(SO₄)₄O₆(OH)₂·28H₂O. Va ser aprovada com a espècie vàlida per l'Associació Mineralògica Internacional l'any 2001. Cristal·litza en el sistema triclínic. La seva duresa a l'escala de Mohs és 3. L'exemplar que va servir per a determinar l'espècie, el que es coneix com a material tipus, es troba conservat al Museu Mineralògic Cantonal de Lausana, a Suïssa.
Segons la classificació de Nickel-Strunz, la marecottita pertany a «07.EC: Uranil sulfats amb cations de mida mitjana i grans» juntament amb els següents minerals: cobaltzippeïta, magnesiozippeïta, niquelzippeïta, natrozippeïta, zinczippeïta, zippeïta, rabejacita, sejkoraïta-(Y) i pseudojohannita.

## Formació i jaciments
Es produeix com a producte de l'alteració de l'uraninita. Va ser descoberta a la prospecció d'urani de La Creusa, a la localitat de Les Marécottes, a la vall de Le Trient (Valais, Suïssa). També ha estat descrita en alguns indrets de la República Txeca, a la província de Trento (Itàlia), i a l'estat d'Utah, als Estats Units.